# Harry B. Gray
Pour les articles homonymes, voir Gray.
Harry Barkus Gray (14 novembre 1935 à Woodburn, Kentucky, États-Unis) est un chimiste américain.

## Biographie
Hary Gray obtient un BSc de chimie en 1957 à la Western Kentucky University, et poursuit ensuite à l'université Northwestern où il obtient un Ph.D. en chimie inorganique en (1960) sous la direction de Fred Basolo et de Ralph G. Pearson. Il passe ensuite une année comme chercheur post-doctoral à l'université de Copenhague (1960-1961), avant de devenir assistant professor (1961), associate professor (1963) puis professor (1965) à l'université Columbia. En 1966 il part pour le California Institute of Technology où il occupe actuellement la chaire de chimie Arnold O. Beckman et est directeur du Beckman Institute.

## Distinctions et récompenses
- Pauling Award (1986)[3]
- National Medal of Science (1986)[4]
- Médaille Priestley (1991)[5]
- Docteur honoris causa, université Paul-Sabatier, Toulouse (1991)
- Docteur honoris causa, université de Göteborg (1991)
- Médaille William-H.-Nichols (2003)
- Prix Wolf de chimie (2004)[6],[7]
- Médaille Benjamin Franklin en Chimie (2004)[8]
- Wilkinson Medal, Royal Society of Chemistry (2004)[9]
- Honorary Fellows de la Royal Society of Chemistry (2004)[10]